# Hjallerup
Hjallerup est un village du Jutland du Nord, dans la commune de Brønderslev, au Danemark.
Le village est connu pour son marché aux chevaux qui se tient tous les ans au mois de juin.